# نوپسرها سیمیلیس
نوپسرها سیمیلیس یک گونه سوسک از خانوادهٔ سوسک‌های شاخک‌دراز است. استفان فون برونینگ در سال ۱۹۷۸ این گونه را توصیف و بررسی کرد.